# Landschaftsversammlung Westfalen-Lippe
Die Landschaftsversammlung Westfalen-Lippe (inoffiziell Westfalenparlament) ist die Verbandsversammlung des höheren Kommunalverbandes Landschaftsverband Westfalen-Lippe.
Die Landschaftsversammlung steht in der Tradition des Provinziallandtages von Westfalen.
Mitglieder der Landschaftsversammlung sind gewählte Vertreter der Verbandsmitglieder, das heißt der Kreise und kreisfreien Städte. Diese sind in der Regel Vertreter der Parteien, der freien Wählergemeinschaften oder der sonst in den Kommunen vertretenen Gruppierungen. Die Zahl der Mandate richtet sich nach den Ergebnissen der letzten Kommunalwahlen. Wählbar sind nicht nur Mitglieder der Kreistage und Stadträte, sondern auch Beamte und sonstige Beschäftigte der Mitgliedskommunen. Innerhalb der Landschaftsversammlung schließen sich die Versammlungsmitglieder zu Fraktionen zusammen. Seit der 15. Wahlperiode (2020) werden mindestens 3 Mitglieder der Landschaftsversammlung zur Bildung einer Fraktion benötigt (zuvor 4).
Vorsitzender der Landschaftsversammlung ist Klaus Baumann (CDU).
Aufgabe der Landschaftsversammlung ist der Beschluss über grundsätzliche Fragen und die Verabschiedung des Haushaltes des Landschaftsverbandes. Für die verschiedenen Aufgabengebiete des Verbandes bildet die Versammlung besondere Ausschüsse. Das Plenum tagt in der Regel zweimal im Jahr öffentlich im LWL-Landeshaus in Münster. Es wählt den Landschaftsausschuss, den Landesdirektor und die Landesräte.
Da der Landschaftsverband Westfalen-Lippe im Gegensatz zum Land Nordrhein-Westfalen keine Staatsqualität aufweist, hat er keine Legislative. Die Landschaftsversammlung ist vielmehr Teil der Exekutive. Tagungsort ist das Landeshaus Münster.

## Aktuelle Sitzverteilung
- DIE LINKE. Die PARTEI: 4
- GRÜNE: 23
- SPD: 34
- Gruppe BSW: 2
- FDP/FW: 10
- CDU: 45
- AfD: 6
- Fraktionslos: 1

Die endgültige Sitzverteilung wurde am 18. Dezember 2020 bekanntgegeben. Die 15. Landschaftsversammlung konstituierte sich am 21. Januar 2021.
In der Landschaftsversammlung gibt es aktuell folgende Fraktionen (Stand: Januar 2025):
| CDU | SPD | GRÜNE | FDP/FW       | AfD | DIE LINKE. Die PARTEI       | BSW (Gruppe) | Fraktionslos | Gesamt |
| --- | --- | ----- | ------------ | --- | --------------------------- | ------------ | ------------ | ------ |
| 45  | 34  | 23    | 10           | 6   | 4                           | 2            | 1            | 125    |
|     |     |       | FDP: 7 FW: 3 |     | DIE LINKE.: 3 Die PARTEI: 1 |              |              |        |

Vor 2010 haben CDU und SPD eine Koalition gebildet. Von 2010 bis 2014 hatten SPD, GRÜNE und FDP/FW eine sogenannte „Gestaltungsmehrheit“ geschlossen. Von 2014 bis 2020 bildeten CDU und SPD erneut eine Koalition. Seit Anfang 2021 bilden CDU und GRÜNE eine Koalition. Seit Dezember 2022 hat die GRÜNE-Fraktion ein Mitglied weniger. Ein GRÜNE-Mitglied trat zurück. Die Nachfolgerin wurde nicht in die GRÜNE-Fraktion aufgenommen und gilt somit als Fraktionslos. Im März 2024 hat die Fraktion DIE LINKE. Die PARTEI 2 Mitglieder ausgeschlossen, die zum Bündnis Sahra Wagenknecht (BSW) übergetreten waren. Wenige Tage später bildeten die beiden zusammen mit dem fraktionslosen Mitglied der Landschaftsversammlung eine neue Fraktion "BSW/Küpper". Ende Dezember 2024 hat sich die Fraktion BSW/Küpper wieder aufgelöst. Zwei Mitglieder bildeten daraufhin die Gruppe BSW, während ein Mitglied fraktionslos wurde.
Vorsitzender der Landschaftsversammlung ist seit Anfang 2021 Klaus Baumann (CDU). Die Fraktionsvorsitzenden sind Eva Irrgang (CDU), Karsten Koch (SPD), Martina Müller und Karen Haltaufderheide-Uebelgünn (GRÜNE), Arne Hermann Stopsack (FDP/FW), Sascha Menkhaus (AfD), Sonja Crämer-Gembalczyk und Rolf Kohn (DIE LINKE. Die PARTEI), sowie Selda Izci (Gruppe BSW).

## Historische Sitzverteilung
|            | 1953 | 1957 | 1961 | 1965 | 1970 | 1975 | 1979 | 1984 | 1989 | 1995 | 1999 | 2004 | 2010 (2012) | 2014 | 2020 |
| ---------- | ---- | ---- | ---- | ---- | ---- | ---- | ---- | ---- | ---- | ---- | ---- | ---- | ----------- | ---- | ---- |
| CDU        | 35   | 44   | 51   | 49   | 55   | 56   | 54   | 55   | 49   | 54   | 70   | 47   | 41 (43)     | 46   | 45   |
| SPD        | 39   | 55   | 51   | 56   | 55   | 56   | 54   | 57   | 58   | 58   | 48   | 35   | 33 (35)     | 40   | 34   |
| GRÜNE      |      |      |      |      |      |      |      | 11   | 9    | 13   | 9    | 10   | 11 (12)     | 13   | 24   |
| FDP        | 12   | 12   | 11   | 9    | 7    | 8    | 7    |      | 7    |      | 5    | 6    | 9 (9)       | 5    | 7    |
| AfD        |      |      |      |      |      |      |      |      |      |      |      |      |             | 3    | 6    |
| DIE LINKE. |      |      |      |      |      |      |      |      |      |      |      | 1    | 5 (5)       | 5    | 5    |
| FW NRW     |      |      |      |      |      |      |      |      | 1    | 1    | 3    | 1    | 2 (2)       | 2    | 3    |
| Die PARTEI |      |      |      |      |      |      |      |      |      |      |      |      |             |      | 1    |
| PIRATEN    |      |      |      |      |      |      |      |      |      |      |      |      |             | 2    |      |
| BHE        | 4    | 1    |      |      |      |      |      |      |      |      |      |      |             |      |      |
| Zentrum    | 6    |      |      |      |      |      |      |      |      |      |      |      |             |      |      |
| KPD        | 4    |      |      |      |      |      |      |      |      |      |      |      |             |      |      |
| Summe      | 100  | 112  | 113  | 114  | 117  | 120  | 115  | 123  | 124  | 126  | 135  | 100  | 101 (106)   | 116  | 125  |

Nach der Wiederholung der Kommunalwahl in Dortmund am 26. August 2012 wurde die Sitzverteilung in der Landschaftsversammlung neu berechnet.